# Pierre Alexis Ponson du Terrail
Pierre Alexis Ponson du Terrail (Montmaur, 8 luglio 1829 – Bordeaux, 10 gennaio 1871) è stato uno scrittore francese di romanzi popolari (o roman-feuilleton), celebre per uno dei suoi personaggi: Rocambole.

## Biografia
Il visconte Ponson du Terrail cominciò a scrivere verso il 1850 romanzi gotici, come La Baronne trépassée (1852), storia di vendette ambientata nel XVIII secolo nella Foresta Nera.
Per più di venti anni fornirà di feuilletons tutta la stampa parigina (L'Opinion nationale, La Patrie, Le Moniteur, Le Petit Journal, etc.) cadendo in sciatterie di scrittura nella fretta e nella mancanza di revisione delle sue opere. Nel 1857 inizia la redazione del primo romanzo del ciclo di Rocambole, L'Héritage mystérieux, apparso su La Patrie, sfruttando il successo de I misteri di Parigi di Eugène Sue. Rocambole ottiene un grande successo popolare e procura a Ponson du Terrail importanti e durevoli fonti di guadagno; scriverà altri otto romanzi che hanno Rocambole protagonista
Nell'agosto 1870, quando sta terminando la redazione di un altro episodio della saga di Rocambole, Napoleone III capitola nella guerra contro i prussiani. Fedele all'immagine del cavaliere Baiardo – al cui nome si riferisce il suo titolo di nobiltà «du Terrail» - egli lascia Parigi per Orléans, intenzionato a darsi alla guerriglia, ma è presto costretto a fuggire a Bordeaux, dove muore colpito dell'epidemia di vaiolo. Nel frattempo i tedeschi gli avevano incendiato il castello.
Alla sua morte nel 1871 lasciò incompiuta la saga di Rocambole. È sepolto nel cimitero di Montmartre di Parigi.

### Opere
- Les Exploits de Rocambole ou les drames de Paris (1859-1884):
  - Il genio del male 1857, Garzanti 1966, L'Héritage mystérieux
  - Il club dei fanti di cuori 1858, Garzanti 1966, Le Club des Valets de cœur,
  - La più bella di Parigi 1858-1859, Garzanti 1966, Les Exploits de Rocambole; seguito da La vendetta di Baccarat 1858, Garzanti 1966, La Revanche de Baccarat,
  - Il segreto del manoscritto 1860-1862, Garzanti 1966; Les Chevaliers du clair de lune, composto da:
    - Le Manuscrit du Domino e La Dernière Incarnation de Rocambole
    - Le Testament de Grain de Sel e Le Château de Belle-Ombre

  - La Résurrection de Rocambole, composto da:
    - Le Bagne de Toulon, Les Orphelines, Madeleine, Rédemption e La Vengeance de Wasilika

  - Le Dernier Mot de Rocambole, composto da:
    - Les Ravageurs, Les Millions de la bohémienne, Le Club des crevés, La Belle Jardinière e Le Retour de Rocambole

  - La Vérité sur Rocambole, composto da:
    - La Vérité sur Rocambole, La Nourrisseuse d'enfants, L'Enfant perdu et Le Moulin sans eau

  - Les Misères de Londres, composto da:
    - Newgate, Le Cimetière des suppliciés, Un drame dans le Southwark, L'Enfer de mistress Burtin, Les Amours du Limousin, La Captivité du maître, Le Fou de Bedlam e L'Homme en gris

  - Les Démolitions de Paris e La Corde du pendu

Altri romanzi:
- Les Coulisses du monde, (1853)
- Le Forgeron de la Cour-Dieu, (1869)
- La Baronne trépassée, (1852)

### Fonti
- E.-M. Gaillard, Biographie d'Alexis Ponson du Terrail, Paris 2001